# Contea di Amelia
La contea di Amelia (in inglese Amelia County) è una contea dello Stato della Virginia, negli Stati Uniti. La popolazione al censimento del 2000 era di 11 400 abitanti. Il capoluogo di contea è Amelia.